# 三菱UFJモルガン・スタンレー証券
三菱UFJモルガン・スタンレー証券株式会社（みつびしユーエフジェイモルガン・スタンレーしょうけん、英語: Mitsubishi UFJ Morgan Stanley Securities Co., Ltd.）は、 東京都千代田区大手町に本社を置く三菱グループの大手証券会社。
三菱UFJフィナンシャル・ホールディングス（MUFG）の完全子会社である中間金融持株会社・三菱UFJ証券ホールディングス傘下の中核事業会社である。

## 概要
三菱UFJモルガン・スタンレー証券の株式は三菱UFJ証券ホールディングス株式会社と（同社とアメリカのモルガン・スタンレー・ホールディングス株式会社の任意組合である）MMパートナーシップが保有する。キャッチフレーズは、「大切なものを、あなたと」。本支店は51店（2022年3月1日現在）。旧三和銀行（現在の三菱UFJ銀行）を中核とする三和グループのみどり会の会員企業でもある。
野村證券（野村HD）、大和証券（大和証券グループ本社）、SMBC日興証券（SMFG）、みずほ証券（みずほFG）とともに、日本の総合証券会社大手5社の1角を占める。

### 三菱UFJ証券ホールディングス
三菱UFJ証券ホールディングス株式会社（みつびしユーエフジェイしょうけんホールディングス、英: Mitsubishi UFJ Securities Holdings Co.,Ltd.）は、三菱UFJフィナンシャル・グループ（MUFG）完全子会社の証券金融持株会社であり、中間持株会社である。三菱UFJ証券ホールディングスは三菱金曜会・三菱広報委員会の会員企業であり、三菱グループに属する。2010年4月1日に、三菱UFJ証券の初代法人を持株会社化して発足した。三菱UFJモルガン・スタンレー証券以外にも、モルガン・スタンレーMUFG証券の約半数の株式を保有している。

## 歴史

### 日興証券の離脱
大手日興證券は三菱グループから支持されてきたが、証券不祥事事件以降、証券不祥事を嫌う三菱グループを離れてアメリカ・シティグループの証券会社（後のSMBC日興証券及びシティグループ証券）となった。社長が逮捕されるなど自らの不祥事が問題の大手野村證券は、法令違反不良債権など課題の多い系列下の三洋証券、国際証券を整理。三洋は破綻、国際を東京三菱銀行（現三菱UFJ銀行）に売却した。証券取引等監視委員会 （SESC）は、三菱グループ入りした国際証券を検査して、いくつもの重大な法令違反行為を認めた。その結果、金融庁へ異例の厳しい行政処分を求める勧告を行った（2001年6月12日）。それを受けて金融庁は証券取引等監視委員会 （SESC）検査を軽視し、国の財務局長検査を組織ぐるみで妨害忌避した国際証券に対して行政処分としては最も厳しいすべての業務を禁止する(1) 業務停止命令 (2) 業務改善命令を行った（2001年6月18日）。国際証券は、三菱系列として当局の検査妨害を行い失落、東京三菱銀行と日興証券が築いた証券市場での信用まで壊した。

### 三菱証券の発足
2001年、東京三菱銀行（BTM）を中核とする三菱東京フィナンシャル・グループ（MTFG）が発足。配下の証券会社を整理し、「東京三菱TDウォーターハウス証券」、東京三菱銀行の子会社の「東京三菱証券（旧・三菱ダイヤモンド証券）」と三菱信託銀行の子会社の「一成証券」、リテール証券の「東京三菱パーソナル証券（旧・菱光証券、大七証券）」業務停止処分を受けた問題の「国際証券」統合を発表。2002年10月1日に合併し「三菱証券」が発足。日興證券に代わる、三菱グループの総合証券会社となった。

### 三菱UFJ証券の発足（UFJつばさ証券と合併）
2005年10月、MTFGとUFJ銀行を中心とするUFJHDが統合し、三菱UFJフィナンシャル・グループ（MUFG）が発足。同時に三菱証券が、UFJつばさ証券（ユニバーサル証券・太平洋証券・東和証券・第一証券）と合併し、新生三菱UFJ証券となった。

### MUFGの完全子会社化以後
2007年9月30日、株式交換によりMUFGの完全子会社化され上場廃止。2016年現在、同じ持ち株会社の傘下にある三菱東京UFJ銀行、三菱UFJ信託銀行との共同店舗である「MUFGプラザ（旧・MTFGプラザ）」の出店を進めている。銀行の顧客基盤を活かしたアプローチにより、投資信託や国債などの販売額の伸びが顕著である。また、アジア地域の有力金融機関との提携を積極化したりと、投資銀行業務に力を注いでいる。

### モルガン・スタンレー日本法人投資銀行部門を統合
2009年3月26日、アメリカ・モルガン・スタンレーの日本法人であるモルガン・スタンレー証券と合併することで合意したと正式に発表。この発表では、2010年3月末に、三菱UFJ60%、モルガン・スタンレー40%出資で全面統合し合弁会社となる予定であったが、2009年11月19日の三菱UFJフィナンシャル・グループの中間決算発表にて、統合計画が1社へ全面統合するというものから、モルガン・スタンレーの投資銀行部門のみ三菱UFJ証券側への統合を行い、モルガン・スタンレーの他部門は別会社として併存させるという2社体制へ変更されることが発表された。
まず、三菱UFJ証券が、2009年12月1日に三菱UFJ証券分割準備株式会社を先行設立。2010年4月1日に会社分割を行い事業を移管、中間持株会社三菱UFJ証券ホールディングス株式会社となり、三菱UFJ証券分割準備株式会社が（新）三菱UFJ証券株式会社となった。その後、2010年5月1日、三菱UFJ証券株式会社にモルガン・スタンレー証券株式会社のインベストメントバンキング部門（100人規模）が合流し、三菱UFJモルガン・スタンレー証券株式会社となった（三菱UFJ証券HD60％、モルガン・スタンレーHD40%出資）。また、インベストメントバンキング部門を除いたモルガン・スタンレー証券株式会社の他部門を継承する会社として、モルガン・スタンレーMUFG証券株式会社が成立した（三菱UFJ証券HD49％、モルガン・スタンレーHD51%出資）。

## 沿革

### 旧会社（三菱UFJ証券→三菱UFJ証券ホールディングス）
- 1926年（大正15年）- 加賀証券設立。
- 1945年（昭和20年）- 南旺証券設立。
- 1948年（昭和23年）- 八千代証券設立。
- 1949年（昭和24年） - 南旺証券、鈴や証券に社名変更。
- 1952年（昭和27年）- 鈴や証券、鈴一証券に社名変更。
- 1953年（昭和28年）- 鈴一証券、一成証券に社名変更。
- 1969年（昭和44年）- 加賀証券、菱光証券に社名変更。
- 1981年（昭和56年）‐ 八千代証券、光亜証券、野村證券投資信託販売が合併し、国際証券に社名変更。
- 1987年（昭和62年）- 国際証券が東証2部上場。（平成元年）一部上場。
- 1994年（平成6年）- 三菱ダイヤモンド証券設立。
- 1996年（平成8年）- 三菱ダイヤモンド証券、東京三菱証券に社名変更。
- 1999年（平成11年）- 菱光証券、大七証券が合併。東京三菱パーソナル証券（未上場）に社名変更。
- 1999年（平成11年）- 東京三菱証券が、三菱信証券から業務譲受。
- 2001年（平成13年）6月12日 - 国際証券に対する、証券取引等監視委員会による検査の結果、法令違反行為が認められ、金融庁から(1)業務停止命令　(2)業務改善命令の行政処分[7]。
- 2002年（平成14年）9月1日 - 東京三菱証券、東京三菱パーソナル証券、一成証券、国際証券が合併。三菱証券に社名変更。
- 2005年（平成17年）10月 - UFJつばさ証券と合併。（旧）三菱UFJ証券に社名変更。
- 2007年（平成19年）
  - 1月 - 2005年に常務取締役が未公表情報を得て株を不正購入。金融庁から業務改善命令の行政処分。
  - 4月 - 三菱UFJリサーチ&コンサルティング投資調査部を当社に移管。
  - 9月 - 三菱UFJフィナンシャル・グループの完全子会社となり、上場廃止。
- 2009年（平成21年）12月 - 子会社・三菱UFJ証券分割準備株式会社を設立。
- 2010年（平成22年）4月 - 事業を三菱UFJ証券分割準備株式会社へ譲渡。三菱UFJ証券ホールディングスに社名変更。

### 現法人
- 2009年（平成21年）12月 - 三菱UFJ証券分割準備株式会社設立。
- 2010年（平成22年）
  - 4月 - 従前の三菱UFJ証券株式会社が吸収分割を行い、同社の事業を譲受、三菱UFJ証券に社名変更。
  - 5月1日 - モルガン・スタンレーの日本法人であるモルガン・スタンレー証券株式会社の投資銀行部門について会社分割を行い、三菱UFJ証券株式会社が承継した上で、三菱UFJモルガン・スタンレー証券に社名変更。また、三菱UFJ証券ホールディングスが、モルガン・スタンレー証券に出資し、モルガン・スタンレー証券が、モルガン・スタンレーMUFG証券に社名変更。
- 2020年（令和2年）
  - 8月1日 - 三菱UFJモルガン・スタンレーPB証券を合併[12]。

## 三菱UFJ証券ホールディングスの子会社

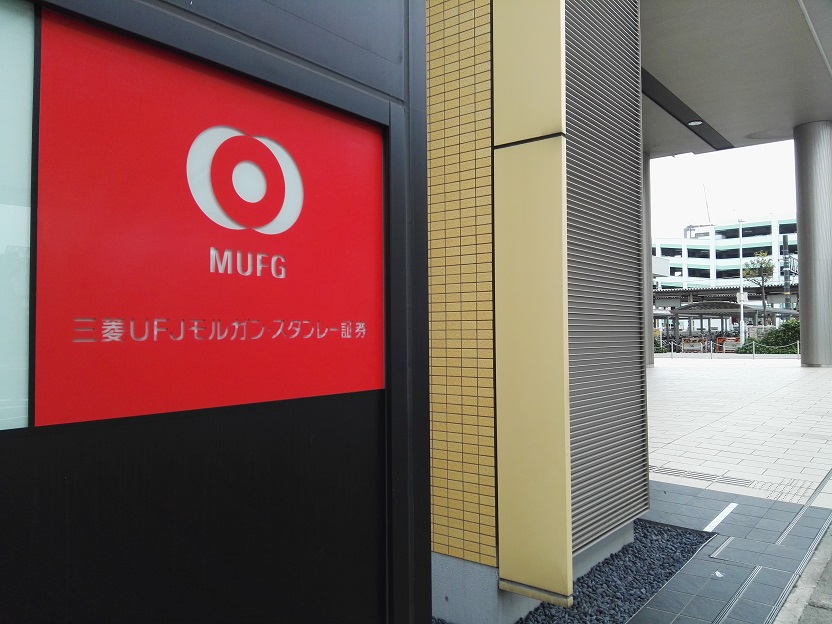
三菱UFJモルガン・スタンレー証券 刈谷支店（愛知県刈谷市）

### 連結子会社
- 三菱UFJモルガン・スタンレー証券株式会社
- MUSビジネスサービス株式会社
- MUS情報システム株式会社
- MUFGセキュリティーズアジア
- MUFGセキュリティーズアジア（シンガポール）
- 三菱UFJセキュリティーズアメリカ
- 三菱UFJセキュリティーズ（カナダ）
- MUFGセキュリティーズEMEA
- 三菱UFJウェルスマネジメント銀行 (スイス)

### 持分法適用関連会社
- モルガン・スタンレーMUFG証券株式会社

## 不祥事

### 未確定情報に基づく株式の取得・転売事件
クレジットカード準大手のオーエムシーカード（現・SMBCファイナンスサービス）の株式について、2005年7月に大株主である消費者金融大手の武富士が三菱証券を仲介にして同株式を売却し、翌8月に株をアコムへ譲渡（転売）した。 このアコムの株式の取得に関しては、同社とアドバイザリー契約を締結していた三菱証券が業務上知り得た情報を基に、武富士とアコム間の正式な売買契約締結前に自己勘定で第三者から取得し、その取得価格でアコムに転売して成功報酬を得ていたことが後で発覚。2007年（平成19年）1月29日付けで証券取引等監視委員会が証券取引法の顧客の注文動向を利用して自らの勘定で有価証券の売買を行うことを禁じた条項に接触するとして、金融庁へ勧告し、金融庁は三菱UFJ証券に対して業務改善命令を発令した。同時期に発覚した飛鳥会事件と共にMUFGの経営に影響を与えた。

### 顧客情報流出事件
2009年（平成21年）4月、個人顧客情報が同社システム部の元部長代理（事件発覚後に懲戒解雇処分）によって、同社の顧客情報のほぼ全員分に当たる約149万人の顧客情報が不正に持ち出され、うち4万9000人分の顧客情報が3社の名簿業者に売却されていたことが発覚した。その後の社内調査の結果、流出した顧客情報は少なくとも96社に転売されたことが判明した。2009年6月、システム部元部長代理がアクセス禁止法違反などで警視庁によって逮捕された。なお、元部長代理が不正アクセスの際に利用した同僚のIDは、本来、この同僚が他部署に異動した際に削除されているはずのものであり、同社の杜撰な管理体制が露呈した形となった。2009年（平成21年）6月25日、金融庁は、内部管理体制が不十分であるとして、三菱UFJ証券に対して業務改善命令を出した。

### 障害者へのセクハラおよびパワハラ問題
同証券に2009年に有期雇用の嘱託として入社した41歳の女性は、入社の際に自身がてんかんを患っていることを明かした上で、てんかんの症状によるストレスや睡眠不足への配慮を求めていた。しかしこの女性に対し、同じフロアに勤務する他部門の部長が、業務と無関係の電子メールを何度も送信したり、不倫の強要を示唆するなどした。このため女性は同証券に通報し、部長はセクハラに相当する行為があったとして異動させられたが、その後も直属上司や役員らから「裁判を起こしたりすると、会社に来られなくなるぞ」「両成敗なんだよ」など威圧的な言動を受けるなどして、その恐怖から睡眠障害を引き起こした。このため女性は、セクハラやパワハラで睡眠障害に罹ったとして、同証券を相手取って、慰謝料などの支払いを求め東京地裁に提訴することになった。

### 幹部社員へのパタハラ問題
2012年9月より同社で機関投資家向けの営業部門を統括する特命部長として勤務していたカナダ出身の男性が、「男性育休を取ったら海外出張や会議を外されるなどパタハラ（パタニティー・ハラスメント）を受けた」などとして2017年12月に東京地裁に訴えを起こし、国内外のメディアが注目した。2020年4月、東京地裁は「パタハラがあったとは認められない」と請求棄却した。男性は東京高裁に控訴し、継続。2022年6月には二審でも請求棄却となった。

### 国債相場を不正操縦
2018年6月29日、証券取引等監視委員会は29日、日本国債の先物取引で相場操縦をしていたとして、同社に対し課徴金納付を命じるよう金融庁に勧告し、同庁は7月30日同社に課徴金納付命令を行った。

### 日証協の処分
2022年10月19日、同社は、社債の発行予定先195社に対して、投資家の非公開情報を掲載した提案書を渡していた問題で、日本証券業協会からけん責処分を受けた。

## CM
2010年（平成22年）現在、松たか子が出演している。使用楽曲はCM用オリジナル『TREASURE』で作曲は山下宏明による。
過去の出演
- 三菱証券 - 巻上公一（2004年）

## 関連人物
- 嶋中雄二 - 景気循環研究所長、元三菱UFJリサーチ&コンサルティング投資調査部長。